# Gerard Buyl
Gerard Buyl (Beveren, 23 de setembre de 1920 - Ídem, 10 de febrer de 1993) va ser un ciclista belga, professional des del 1947 fins al 1958.

## Palmarès
- 1942
  - 1r a la Beveren-Waas
- 1945
  - 1r a Sint-Niklaas
- 1951
  - 1r a la Nokere Koerse
  - 1r a Sint-Niklaas
  - 1r a la Beveren-Waas
- 1952
  - 1r al Gran Premi del 1r de maig
  - 1r a De Drie Zustersteden
  - 1r a la Beveren-Waas
- 1953
  - 1r a la Copa Sels
- 1954
  - 1r a la Beveren-Waas